# 류준
류준(柳濬, 1321년 ~ 1406년 3월 24일)은 고려 말 조선 초의 무신이다. 본관은 고흥(高興)이며, 첨의정승(僉議政丞) 류청신(柳淸臣)의 손자이다.

## 생애
문음(門蔭)으로 부위(府衛)에 보직(補職)되어 여러 번 옮겨 천우위 상호군(千牛衛上護軍)이 되고, 원조(元朝)의 선명(宣命)을 받아 명위장군(明威將軍)이 되어 전라도(全羅道) 진변 만호부(鎭邊萬戶府) 다루가치[達魯花赤]를 세습(世襲)하였다. 이성계(李成桂)의 휘하(麾下)로 오랫동안 종군하여, 1388년(우왕 14)에 밀직부사(密直副使) 상의(商議)에 제수되고, 이성계가 도총 중외 제군사(都摠中外諸軍事)가 되자, 류준은 그대로 막부(幕府)에 소속되었다.
1392년 이성계가 조선 태조로 즉위하자 원종공신(原從功臣)이 되었다. 신덕왕후(神德王后) 강씨(康氏)가 죽고 1398년 양가(良家)의 처녀를 골라 후궁(後宮)에 두었을 때 류준의 딸도 정경궁주(貞慶宮主)가 되어 류준은 검교 참찬문하부사(檢校參贊門下府事)로 제배하고, 곧 고흥백(高興伯)의 작호를 받았다. 1400년에 판삼사사(判三司事)로 치사하였다. 1406년 졸(卒)하니, 나이가 86세이고, 시호(諡號)는 호안(胡安)이라 하였다.

## 가족
- 증조 - 류승무(柳升茂)[2] : 증(贈) 문하시랑평장사(門下侍郞平章事)
  - 조부 - 류청신(柳淸臣, ? ~ 1329년) : 고흥부원군(高興府院君)
    - 아버지 - 류방(柳坊)[2] : 판관(判官)
    - 어머니 - 미상
      - 형 - 류당(柳塘)[2] : 삼사사(三司使)
      - 부인 - 미상
        - 장남 - 류맹충(柳孟忠)
        - 차남 - 류중경(柳仲敬) : 판교(判校)
        - 3남 - 류계문(柳季文) : 판관
        - 첫째 사위 - 우여경(禹餘慶)[2] : 사재령(司宰令)
        - 둘째 사위 - 송극기(宋克己, ? ~ 1392년)[2] : 진사(進士)
        - 셋째 사위 - 민모(閔模)[2] : 사정(司正)